# Everything But The Girl
Everything but the Girl (EBTG) is een Engelse tweepersoonsband die in 1982 werd opgericht in Hull. Leden van de band zijn zangeres (en soms gitarist) Tracey Thorn (26 september 1962) en gitarist en toetsenist Ben Watt (6 december 1962) die ook met elkaar getrouwd zijn. Hun grootste hit was een remix van het nummer Missing, oorspronkelijk uitgebracht op single in het Verenigd Koninkrijk en Ierland op 13 oktober 1994, heruitgave als de Todd Terry Club Mix (wereldwijd op single uitgebracht in juni 1995). 
Aanvankelijk maakte de band sophistipop maar in de jaren '90 schoof de band op richting dancemuziek. Tussen 2001 en 2023 was de band inactief, maar is nooit opgeheven. Op 21 april 2023 verscheen na 24 jaar weer een volwaardig studioalbum, met de titel Fuse.

## Popband
Ben en Tracey kwamen elkaar in 1982 tegen op de universiteit van Hull. Beiden waren ze actief in de muziek en hadden ze een platencontract Cherry Red Records. Daar bracht Tracy in 1982 al het album A distant shore uit. Watt debuteerde in 1983 met North Marine Drive. Tracey zat ook bij de kort bestaande punkband Marine Girls. De vonk sloeg over en ze richtten een duo op. De naam werd ontleend aan een lokale meubelzaak die als slogan gebruikte For your bedroom needs, we sell everything but the girl. In de zomer van 1982 verscheen met Night & Day de eerste single. Ze werden al snel ontdekt door Paul Weller en in 1984 braken ze door met het album Eden. Dit deed het behoorlijk goed en bereikte in eigen land de top 20 van de albumlijst. De single Each and Every One werd een hit in meerdere landen, waaronder een top 10-notering in Nederland. In de jaren daarop brachten ze nog enkele albums uit. De muziekstijl was rustige popmuziek met invloeden uit soul en jazz. Een nieuwe grote hit kregen ze in 1988 met de single I don't want to talk about it die in de Britse top 10 terechtkwam.

## Dancemuziek
In de jaren negentig vond EBTG aansluiting bij de dancescene. Zo maakte Tracey in 1994 samen met Massive Attack de single Protection. Ook staat op het album Aplified heart (1994) een remix van het nummer Missing door Todd Terry. Deze remix groeide in de loop van 1995 uit tot een wereldwijde hit, en deed het in 1996 nogmaals dunnetjes over. Het duo had de smaak te pakken en het album Walking wounded had veel invloeden uit de dancemuziek, waarbij vooral uit de drum 'n' bass en triphop. Watt kreeg in deze periode behoorlijke problemen met zijn gezondheid door een auto-immuunziekte. Hier ging hij op in in zijn boek Patient, dat in 1997 verscheen. In 1998 werkten ze samen met het deephouseduo Deep Dish. Gezamenlijk maakten ze het nummer The Future of the Future (Stay Gold), dat een bewerking is van het instrumentale nummer Stay Gold, dat Deep Dish in 1996 maakte. Het nummer staat zowel op het Deep Dish-album Junk Science (1998) als op Temperamental (1999) van EBTG zelf. Op dit album werkten ze het deephousegeluid verder uit. In deze periode werd Watt ook actief als deephouse-dj en organiseerde hij in London de Lazy Dog-clubavonden. Daarnaast produceerde hij enkele nummers voor Beth Orton. Ook maakte het duo een aflevering van de compilatiereeks Back to Mine.

## Inactief
Na 2001 besloten Tracey en Ben de band stil te leggen om zich te gaan richten op het opvoeden van hun drie kinderen. In 2002 verscheen nog een verzamelalbum met daarop Corcovado als nieuw nummer. Tracey Thorn bleef wel solo actief. In 2005 werkte ze samen met Tiefschwarz. In 2007 bracht ze, 25 jaar na haar debuutalbum, een tweede soloalbum uit. Out of the woods werd grotendeels geproduceerd door Ewan Pearson. Hij produceerde ook haar album Love and Its Opposite (2010). Wanneer ze in 2011 gevraagd werd of ze EBTG nog eens tot leven gaan wekken, antwoordde ze dat het niet uitgesloten was, maar dat er nog wel wat weerstand overwonnen moest worden. Toch werkten de twee weer samen op het soloalbum Tinsel and Lights (2012), waarop ook hun kinderen te horen waren. In 2013 verscheen haar autobiografie Bedsit Disco Queen. How I grew up and tried to be a popstar. Ben Watt was gedurende de jaren bezig met het uitbaten van de deephouselabels Buzzin' Fly en Strange Feeling Records. Hij bracht in 2014 opnieuw een album uit.

## Comeback
Begin 2023 verscheen voor het eerst in meer dan twintig jaar een nieuwe single van Everything But The Girl. Op de single Nothing Left To Lose borduren ze voort op hun dancekoers die ze eind jaren negentig zijn ingeslagen. Tweede single was Caution To The Wind, dat meer een triphop-geluid laat horen. Beide zijn voorboden van het album Fuse, dat in april 2023 uitkwam.

## Discografie

### Albums
| Jaar | Album                               | UK | U.S. |
| ---- | ----------------------------------- | -- | ---- |
| 1984 | Eden                                | 14 | -    |
| 1985 | Love Not Money                      | 10 | -    |
| 1986 | Baby the Stars Shine Bright         | 22 | -    |
| 1988 | Idlewild                            | 13 | -    |
| 1990 | The Language of Life                | 10 | 77   |
| 1991 | Worldwide                           | 29 | -    |
| 1992 | Acoustic                            | ?  | ?    |
| 1993 | Home Movies                         | 5  | -    |
| 1994 | Amplified Heart                     | 20 | 46   |
| 1996 | Walking Wounded                     | 4  | 37   |
| 1996 | The Best of Everything But The Girl | 23 | -    |
| 1999 | Temperamental                       | 16 | 65   |
| 2003 | Like the Deserts Miss the Rain      | ?  | ?    |
| 2006 | Adapt or Die: Ten Years of Remixes  | -  | -    |
| 2023 | Fuse                                | -  | -    |

### Singles
| Jaar | Nummer                                                                             | VK | VS | VS Dance | Album                                   |
| ---- | ---------------------------------------------------------------------------------- | -- | -- | -------- | --------------------------------------- |
| 1983 | "Night and Day"                                                                    | 92 | -  | -        | -                                       |
| 1984 | "Each and Every One" b/w "Laugh You Out the House" / "Never Could Have Been Worse" | 28 | -  | -        | Eden                                    |
| 1984 | "Mine" b/w "Easy as Sin" / "Gun Cupboard Love"                                     | 58 | -  | -        | -                                       |
| 1984 | "Native Land" b/w "Riverbed Dry" / "Don't You Go"                                  | 73 | -  | -        | -                                       |
| 1985 | "When All's Well" b/w "Heaven Help Me" / "Kid"                                     | 77 | -  | -        | Love Not Money                          |
| 1985 | "Angel" b/w "Pigeons in the Attic Room" / "Charmless Callous Ways" / "Easy as Sin" | 93 | -  | -        | Love Not Money                          |
| 1986 | "Come On Home" b/w "Draining the Bar" / "I Fall to Pieces"                         | 44 | -  | -        | Baby, the Stars Shine Bright            |
| 1986 | "Don't Leave Me Behind"                                                            | 72 | -  | -        | Baby, the Stars Shine Bright            |
| 1988 | "These Early Days"                                                                 | 75 | -  | -        | Idlewild                                |
| 1988 | "I Always Was Your Girl" b/w "Hang Out the Flags" / "Home From Home"               | 87 | -  | -        | Idlewild                                |
| 1988 | "I Don't Want to Talk About It" b/w "Oxford Street"                                | 3  | -  | -        | Idlewild                                |
| 1990 | "Driving"                                                                          | 54 | -  | -        | The Language of Life                    |
| 1991 | "Old Friends" b/w "Apron Strings" (live) / "Politics Aside" (instrumentaal)        | -  | -  | -        | Worldwide                               |
| 1992 | "Love Is Strange" / "Tougher Than the Rest" b/w "Time after Time" / "Alison"       | 13 | -  | -        | Covers E.P. / Akoestisch (VS)           |
| 1993 | "The Only Living Boy in New York" / "Gabriel" b/w "Birds" / "Horses in the Room"   | 42 | -  | -        | The Only Living Boy in New York EP      |
| 1993 | "I Didn't Know I Was Looking for Love"                                             | 72 | -  | -        | I Didn't Know I Was Looking for Love EP |
| 1994 | "Rollercoaster"                                                                    | 65 | -  | -        | Amplified Heart                         |
| 1994 | "Missing"                                                                          | 69 | -  | -        | Amplified Heart                         |
| 1995 | "Missing" (Todd Terry remix)                                                       | 3  | 2  | -        | Amplified Heart                         |
| 1996 | "Walking Wounded"                                                                  | 6  | -  | -        | Walking Wounded                         |
| 1996 | "Wrong"                                                                            | 8  | 68 | 1        | Walking Wounded                         |
| 1996 | "Single"                                                                           | 20 | -  | -        | Walking Wounded                         |
| 1996 | "Driving" (remix)                                                                  | 36 | -  | -        | The Best of Everything But The Girl     |
| 1997 | "Before Today"                                                                     | 25 | -  | -        | Walking Wounded                         |
| 1998 | "The Future of the Future (Stay Gold)" (met Deep Dish)                             | 31 | -  | 1        | Temperamental                           |
| 1999 | "Five Fathoms (Love More)"                                                         | 27 | -  | 1        | Temperamental                           |
| 2000 | "Temperamental"                                                                    | 72 | -  | 1        | Temperamental                           |
| 2000 | "Lullaby of Clubland"                                                              | -  | -  | 3        | Temperamental                           |
| 2001 | "Tracey in My Room" (Mash-up - Soul Vision feat. EBTG)                             | 34 | -  | -        | -                                       |
| 2002 | "Corcovado"                                                                        | -  | -  | -        | Like The Deserts Miss the Rain          |
| 2023 | "Nothing left to lose"                                                             | -  | -  | -        | Fuse                                    |

### Hitlijsten
| Single met eventuele hitnotering(en) in de Nederlandse Top 40 | Datum van verschijnen | Datum van binnenkomst | Hoogste positie | Aantal weken | Opmerkingen                                                     |
| ------------------------------------------------------------- | --------------------- | --------------------- | --------------- | ------------ | --------------------------------------------------------------- |
| Each & Every One                                              | 1984                  | 14-07-1984            | 9               | 8            |                                                                 |
| Come On Home                                                  | 1986                  | 20-09-1986            | 31              | 3            |                                                                 |
| Missing (Todd Terry remix)                                    | 1995                  | 01-07-1995            | 3               | 24           | Dancesmash Radio 538 / Megahit Radio 3FM / #5 in de Mega Top 50 |

### NPO Radio 2 Top 2000
| Nummer met noteringen in de NPO Radio 2 Top 2000 | '06  | '07  |
| ------------------------------------------------ | ---- | ---- |
| Missing                                          | 1822 | 1907 |

1. ↑  Een vetgedrukt getal geeft de hoogste notering aan.
2. ↑  2006 was het eerste jaar met een notering voor dit nummer.
3. ↑  Deze tabel is bijgewerkt tot en met de laatste editie (2024).